# Vacciniavirus

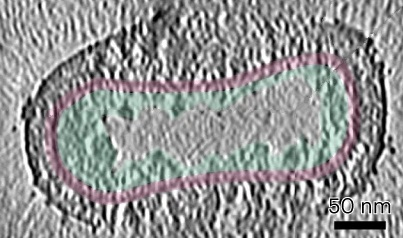
Vaccinia-Virus (VACV), Querschnitt eines Virions mit Kern in Seitenansicht. Die innere Kernwand ist rosa gefärbt und die virale DNA grün.

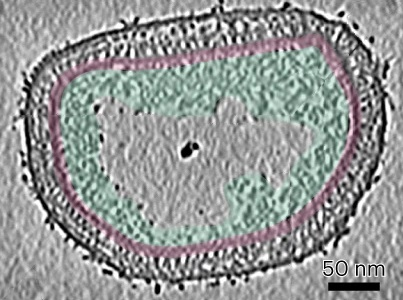
Vaccinia-Virus (VACV), Querschnitt eines Virions mit Kern in Aufsicht. Färbung wie oben.

Das Vacciniavirus (englisch Vaccinia virus, VACV oder VV; Spezies Orthopoxvirus vaccinia) ist ein behülltes DNA-Virus, das zu den Pockenviren (Familie Poxviridae) gehört.

## Eigenschaften

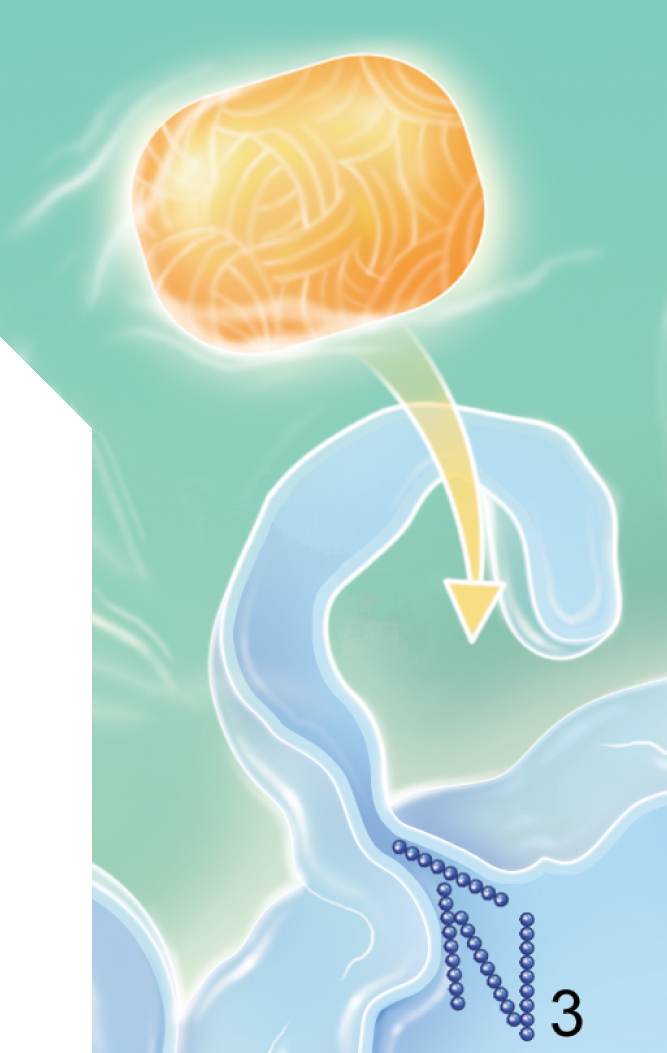
Makropinozytose-vermittelter Eintritt in die Wirtszelle (Vacciniavirus)

Das Vacciniavirus bildet die Grundlage aller Pockenimpfstoffe seit Edward Jenner, da es im Vergleich zu Menschenpocken nur wenig ausgeprägte Symptome einer Pockenerkrankung und eine Immunität gegen Menschenpockenviren im Menschen erzeugt. Beispiele für Vacciniaviren sind das Modified-Vaccinia-Ankara-Virus, NYVAC und ACAM2000. Ursprünglich wurde Vaccinia für den Erreger der Kuhpocken gehalten, woher auch die Bezeichnung stammt (lat. vacca ‚Kuh‘). Aufgrund der vielen Passagen in Zellkulturen ist der genaue Ursprung unbekannt, jedoch sind die humanen Pockenviren, Kuhpockenviren und Vacciniaviren Abkömmlinge eines gemeinsamen Vorfahren. Inzwischen ist bekannt, dass das Vacciniavirus näher mit den Pferdepocken als mit den Kuhpocken verwandt ist. Vacciniaviren können in der Zellkultur in vitro unter anderem in Vero-Zellen, A549-Zellen oder CEF-Zellen vermehrt werden.

## Virion
Das Virion des Vacciniavirus besitzt Ausmaße von 360 × 270 × 250 nm und eine Masse von etwa 5–10 fg. Wie alle Pockenviren besitzt es eine mehrschichtige Virushülle und die Replikation findet im Zytosol statt. Im Laufe ihrer Erzeugung bilden Vacciniaviren vier unterscheidbare Formen aus: intrazelluläre reife Virionen (intracellular mature virion, IMV), intrazelluläre behüllte Virionen (intracellular enveloped virion, IEV), zellgebundene behüllte Virionen (cell-associated enveloped virion, CEV) und extrazellulär behüllte Virionen (extracellular enveloped virion, EEV). Vermutlich besteht das IMV aus einer Lipoproteinmembran, das CEV und das EEV sind von einer doppelten Virusmembran umgeben und IEV von dreien. Das IMV ist die häufigste infektiöse Form.

## Genom
Das Genom der Vacciniaviren besteht aus 194.711 Basenpaaren doppelsträngiger DNA und kodiert vorhergesagt für etwa 223 Proteine (etwa 250 Gene). Das Genom liegt als Concatamer vor.
Zwei oder mehrere Vacciniaviren mit abschnittsweise defekten Genomen können bei gleichzeitiger Infektion derselben Zelle rekombinieren, so dass ein funktionsfähiges Virus daraus entstehen kann. Dieser Rekombinationsvorgang wird als Multiplizitätsreaktivierung (englisch multiplicity reactivation) bezeichnet. Die Genschäden können dabei durch UV-Licht, Stickstofflost, oder Gamma- oder Röntgenstrahlung verursacht sein.

## Symptomatik
Eine Erkrankung an Vacciniaviren kann in vier Gruppen eingeteilt werden.
- Generalisierte Vaccinia
- Eczema vaccinatum
- Progressive Vaccinia (Vaccinia gangrenosum, Vaccinia necrosum)
- Roseola Vaccinia

## Geschichte
Der erste Beweis für die Wirksamkeit von Vacciniaviren als Pockenimpfstoffe wurde 1798 von Edward Jenner erbracht. Die Bezeichnung Vaccinia geht auf die die von ihm eingeführte Impfmethode „Vakzination“ zurück. Vor der Kühlkette wurden Vacciniaviren als Pockenimpfstoffe von Arm zu Arm übertragen, sobald die Pocke an der Impfstelle entstanden war. Im Jahr 1861 zogen sich über diese Methode 41 italienische Kinder eine Syphilis zu.
Ab 1913 konnten Vacciniaviren in Zellkulturen von Schweine-Hornhäuten kultiviert werden. Im Jahr 1939 konnte Allan Watt Downie zeigen, dass Vacciniaviren und Kuhpockenviren unterschiedlich, aber serologisch ähnlich sind. Aus dem Vacciniavirus wurden verschiedene der Pockenimpfstoffe erzeugt, z. B. das Modified-Vaccinia-Ankara-Virus.

## Subtypen
Einige Subtypen nach NCBI sind:
- Spezies: Vaccinia virus alias Orthopoxvirus vaccinia, Vacciniavirus – Endwirte sämtliche Säugetiere → Pocken
  - Orthopoxvirus vaccinia var. equi alias Pferdepockenvirus, englisch Horsepox virus – Endwirte Pferd, Esel
  - Orthopoxvirus vaccinia var. bubali alias Büffelpockenvirus, en. Buffalopox virus – Endwirt Büffel
  - Orthopoxvirus vaccinia var. cuniculi alias Kaninchenpockenvirus, en. Rabbitpox virus – Endwirt Kaninchen → Kaninchenpocken
  - Modified-Vaccinia-Ankara-Virus, en. Modified Vaccinia Ankara virus
  - Guarani P1 virus[23][A. 1]
  - Guarani P2 virus[24][A. 1]